# Myriangiella sabaleos
Myriangiella sabaleos är en svampart som först beskrevs av Weedon, och fick sitt nu gällande namn av ined. 1949. Myriangiella sabaleos ingår i släktet Myriangiella och familjen Schizothyriaceae.   Inga underarter finns listade i Catalogue of Life.